# 暖礦泉 (佛羅里達州)
暖礦泉（英語：Warm Mineral Springs）是位於美國佛羅里達州薩拉索塔縣的一個人口普查指定地區。

## 地理
暖礦泉的座標為27°02′51″N 82°16′08″W / 27.04750°N 82.26889°W，而該地最高點為海拔高度3米（即10英尺）。

## 人口
根據2010年美國人口普查的數據，暖礦泉的面積為6.90平方千米，當中陸地面積為5.90平方千米，而水域面積為1.00平方千米。當地共有人口5061人，而人口密度為每平方千米733人。